# Romain Berberat
Romain Berberat (* 9. März 1934 in Saignelégier; † 13. Februar 1993 in Les Enfers) war ein Schweizer Offizier, Bankdirektor und Politiker (CVP). Als Anhänger der jurassischen Separatisten war er 1962 in die «Berberat-Affäre» verwickelt, ein wichtiges Ereignis in der Jurafrage.

## Biografie
Er war der Sohn von Léon Berberat, dem Direktor des Krankenhauses von Saignelégier. Nach dem Schulabschluss war er zunächst Verwaltungsangestellter bei Rechtsanwalt Jobin in Saignelégier, anschliessend bei der Christlichsozialen Krankenkasse in Lausanne und Luzern. 1958 trat er in den Dienst der Banque vaudoise de crédit in Lausanne. 1962 wechselte er zur Investissements fonciers SA am selben Ort, deren Vizedirektor er ab 1979 war. Von 1959 bis 1962 war Berberat Präsident der katholischen Jugend von Lausanne. Er engagierte sich in der CVP des Kantons Waadt und war mehrere Jahre lang deren Präsident. In Lausanne gehörte er von 1961 bis 1973 dem Gemeindeparlament an, danach war er Abgeordneter im Grossen Rat.
Berberat war ein überzeugter Befürworter der Trennung des Jura vom Kanton Bern, in der separatistischen Bewegung Rassemblement jurassien übte er die Rolle eines stellvertretenden Sekretärs aus. Andererseits hatte er in der Schweizer Armee den Rang eines Oberleutnants inne und führte interimistisch die hauptsächlich aus Jurassiern zusammengesetzte Füsilierkompanie II/110. Am 9. September 1962 hielt er am Fest des jurassischen Volkes in Delémont als Zivilperson und als Vertreter der Unterorganisation Association des Jurassiens de l’extérieur eine brisante Rede. Er kritisierte die Jurapolitik der Berner Kantonsregierung mit scharfen Worten und bezeichnete die Regierungsräte als «diktatorische Autokraten, die den Jura verspotten». Auf Betreiben von Regierungsrat Virgile Moine entzog ihm das Eidgenössische Militärdepartement am 2. Oktober das Kommando. Diese Sanktion sickerte am 18. Oktober an die Öffentlichkeit durch und führte zu heftigen Reaktionen in den Medien (vor allem in der Romandie), die sie als Angriff auf die Meinungsfreiheit eines Schweizer Bürgers auffassten. Selbst Berntreue waren der Auffassung, dass durch das politisch unkluge Verhalten der Kantonsregierung den Separatisten nur neue Argumente und ein neuer «Märtyrer» in die Hände gespielt worden seien. Die Affäre kam auch im Nationalrat und im bernischen Grossen Rat zur Sprache.
Berberat erhielt das Kommando über eine Neuenburger Einheit zugeteilt. Er war mit Arlette Stocker verheiratet, der Tochter des Künstlers Coghuf. Im Alter von 58 Jahren starb er in der Nähe von Les Enfers während eines Reitausflugs, als er von seinem Pferd stürzte.